# Argo 12 HP

Ausführung als Pick-up, wird in der Literatur nicht erwähnt

Der Argo 12 HP ist ein Personenkraftwagen. In einer Anzeige findet sich auch die Bezeichnung Argo Motorvique. Hersteller war die Argo Motor Company aus Jackson in Michigan, USA.

## Beschreibung
Die Bauzeit war von 1914 bis 1915. Das Fahrzeug wurde damals als Cyclecar bezeichnet.
Es hat einen wassergekühlten Vierzylindermotor mit SV-Ventilsteuerung. Für das erste Jahr werden zwei verschieden große Motoren genannt. Der kleinere hat 2,3125 Zoll (58,7375 mm) Bohrung und 3,9375 Zoll (100,0125 mm) Hub, was 1084 cm³ Hubraum ergibt. Der größere hat bei gleicher Bohrung 4 Zoll (101,6 mm) Hub und 1101 cm³ Hubraum. Nach der A.L.A.M.-Formel waren beide Motoren mit 8,55 HP eingestuft. Sie leisten 12 PS. Der Grund, wieso es diese beiden ähnlichen Motoren gab, ist nicht bekannt. Allerdings gab es für die Klasse der Cyclecars ein Hubraumlimit von 1100 cm³, was einer der Motoren einhielt, der andere nicht. 1915 entfiel der kleinere Motor.
Der Motor ist vorn im Fahrzeug eingebaut und treibt über eine Kardanwelle die Hinterräder an. Das Fahrgestell hat 90 Zoll (2286 mm) Radstand und 44 Zoll (1118 mm) Spurweite. Als Leergewicht sind 340 kg angegeben. Einziger Aufbau war ein Roadster mit zwei Sitzen nebeneinander.
Argo stellte auch den davon abgeleiteten Arabian 12 HP für die Marke Arabian der William Galloway Company her.